# 蒂莫·萨尔帕内瓦

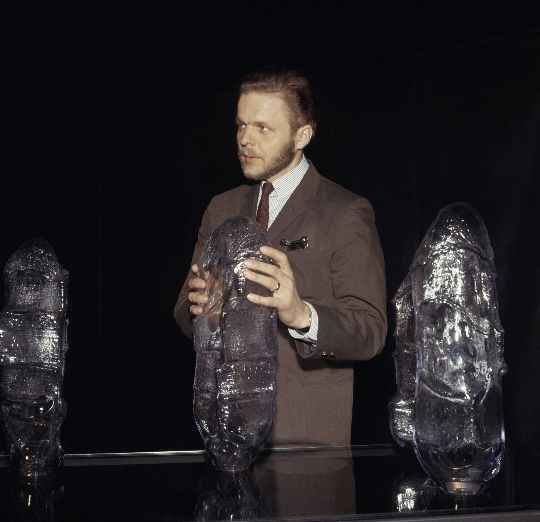
萨尔帕内瓦于1964年

蒂莫·塔帕尼·萨尔帕内瓦（芬蘭語：Timo Tapani Sarpaneva；1926年10月31日—2006年10月6日），芬兰设计师、雕塑家及教育家。以其有创意的玻璃设计作品而在艺术界著称。他的作品将艺术品的展示性跟实用性糅合一起。他的创作媒介一般来说是玻璃，他也使用过金属、木头、纺织品和瓷器来创作。萨尔帕内瓦通过他的包括铸铁厨具和餐饮瓷器在内的高档及具有艺术创意的工业设计品而走进千家万户。他的作品是芬兰迈向设计前沿声誉的一个重要组成部分。